# Xã Big Creek, Quận Neosho, Kansas
Xã Big Creek (tiếng Anh: Big Creek Township) là một xã thuộc quận Neosho, tiểu bang Kansas, Hoa Kỳ. Năm 2010, dân số của xã này là 479 người.